# Textual Entailment
Unter Textual Entailment (Textuelles Schließen, kurz TE) versteht man in der Computerlinguistik (Natural language processing) die Modellierung von Folgerungsbeziehungen auf dem Gebiet der natürlichen Sprache. Diese Folgerungsbeziehungen werden in Form binärer Relationen zwischen zwei textuellen Einheiten (z. B. Sätzen), ausgedrückt, die man als Text bzw. Hypothese bezeichnet.
Textual Entailment definiert den Folgerungsbegriff bewusst auf Ebene der natürlichen Sprache und durch menschliches Urteil. Das Textuelle Schließen umfasst auch Folgerungsbeziehungen, die nicht zwingend sind, aber die ein Mensch ziehen würde, weil sie sehr plausibel sind. Eine Hypothese folgt aus einem Text, wenn ein Leser des Textes mit hoher Wahrscheinlichkeit annehmen würde, dass die Hypothese wahr ist.
| Beispiel      |                                                              |
| Text (T)      | Durch den Klimawandel schmilzt immer mehr Eis in der Arktis. |
| Hypothese (H) | Die Arktis wird immer wärmer.                                |

Hier besteht eine textuelle Folgerungsbeziehung zwischen Text und Hypothese. Unter der Annahme, dass der Text (T) wahr ist, ist die Hypothese (H) außerordentlich plausibel. Dass es Umstände geben könnte, unter denen T wahr und H falsch ist (wenn z. B. das Eis durch Sonneneinstrahlung schmilzt, das Wasser aber im Durchschnitt kälter wird), spielt keine Rolle.

## Vorteile in der formalen Semantik
Die klassische Forschung im Bereich der formalen Semantik ist im Allgemeinen repräsentationszentriert. Es werden geeignete formale Sprachen zur Bedeutungsrepräsentation entwickelt, und Beziehungen zwischen textuellen Einheiten werden über Beziehungen ihrer formalen Repräsentationen definiert.
Textual Entailment ist jedoch nicht auf bestimmte Strategien festgelegt. Jeglicher Algorithmus, der als Eingabe zwei textuelle Einheiten T und H nimmt und entscheidet, ob H aus T folgt, kann als Textal Entailment-Verfahren verwendet werden. Die Bandbreite reicht dabei von sehr flachen, wissensarmen Verfahren bis hin zu voller logikbasierter Semantikkonstruktion. Damit stellt Textual Entailment auch ein interessantes Szenario für die Evaluation semantischer Verarbeitungsverfahren dar.
Die große Attraktivität von Textual Entailment für die maschinelle Sprachverarbeitung liegt darin, dass die semantische Verarbeitung vieler Anwendungen zumindest zum Großteil auf die Entscheidung textueller Folgerungsbeziehungen zurückgeführt werden kann. Ein Beispiel ist die Evaluierung der Ausgabe maschineller Übersetzungssysteme gegen eine Referenzübersetzung. Die Ausgabe ist dann vollständig und korrekt, wenn aus ihr die Referenz folgt und umgekehrt.

## Variabilität der natürlichen Sprache
Eine Eigenschaft der natürlichen Sprache besteht darin, dass viele verschiedene Möglichkeiten zur Verfügung stehen, etwas zu sagen, was man sagen will. Mehrere Bedeutungen können in einem einzigen Text enthalten sein, und gleiche Bedeutungen können durch verschiedene Texte zum Ausdruck gebracht werden. Diese Variabilität des semantischen Ausdrucks kann als duales Problem der Mehrdeutigkeitssprache gesehen werden.
Die Interpretation eines Textes würde in der Theorie, eine gründliche semantische Interpretation auf einer logikbasierten Darstellung seine Bedeutungen erfordern. Als praktische Lösungen für die Verarbeitung natürlicher Sprachen,  wird im Textual Entailment  versucht, nicht in die Tiefe zu gehen und diese auf eine eher „einfache“ Art und Weise zu interpretieren.
1. Regierungschefin hält Rede zur Entwicklung der Wirtschaft.
2. Bundeskanzlerin thematisiert konjunkturelle Situation.
3. Merkel spricht über wirtschaftliche Aussichten.

## Beispiele
Textual Entailment kann in drei verschiedenen Beziehungen dargestellt werden:
| Arten                                      | Text                                              | Hypothese                                                                                     |
| ------------------------------------------ | ------------------------------------------------- | --------------------------------------------------------------------------------------------- |
| Positives TE (Text besteht Hypothese):     | Hilf den Bedürftigen, Gott wird es dir vergelten. | Das Weitergeben des Geldes an arme Personen hat positive Folgen.                              |
| Negatives TE (Text wider Hypothese):       | Hilf den Bedürftigen, Gott wird es dir vergelten. | Das Weitergeben des Geldes an arme Personen hat keine Folgen.                                 |
| Kein TE (Text nicht verbunden noch wider): | Hilf den Bedürftigen, Gott wird es dir vergelten. | Das Weitergeben des Geldes an arme Personen hat zur Folge, dass man ein besserer Mensch wird. |

## Praktische Anwendungen
Software-Systeme, die Sprachverstehen einsetzen, decken oft auch Arten des Textual Entailments ab. So setzen kognitive Suchmaschinen (oder bedeutungsorientierte Suchmaschinen) Textual Entailments ein; damit wird auch ein Suchtreffer gefunden, bei dem nur einer seiner Textual Entailments mit der Suchanfrage zusammenpasst.